# محمد العيدروس
محمد حسين العيدروس سياسي يمني من مواليد محافظة حضرموت شرقي اليمن، عضو مجلس الشورى اليمني منذ العام 2001. كان أحد ممثلي حزب المؤتمر الشعبي العام ومحافظة حضرموت في مؤتمر الحوار الوطني. عُيِّن في 4 مارس 2019 من قِبَل حركة أنصار الله الحوثيون رئيساً لمجلس الشورى في صنعاء المحسوب على المجلس السياسي الأعلى في سلطة صنعاء، خلفاً ل عبد الرحمن محمد علي عثمان الذي امتنع عن ممارسة مهام عملة كرئيس للمجلس واعتزاله العمل السياسي إثر انقلاب حركة أنصار الله الحوثيون على النظام والاستيلاء على السلطة في سبتمبر 2014، الأمر الذي دفع الرئيس عبدربه هادي إلى القيام بإجراء مماثل تم بموجبه تعيين أحمد عبيد بن دغر رئيسًا للمجلس في يناير 2021.
تنظيميًا هو قيادي في حزب المؤتمر الشعبي العام وعضو اللجنة العامة للمؤتمر (المكتب السياسي للحزب، وتعتبر أعلى هيئة تنظيمية في الحزب)، كما شغل منصب رئيس معهد الميثاق للتدريب والدراسات والبحوث التابع لحزب المؤتمر من مارس 2006 وحتى سبتمبر 2021. 